# Gymnammodytes capensis
Gymnammodytes capensis is een straalvinnige vissensoort uit de familie van de zandspieringen (Ammodytidae). De wetenschappelijke naam van de soort is voor het eerst geldig gepubliceerd in 1927 door Barnard.